# Deuteraphorura bureschi
Deuteraphorura bureschi is een springstaartensoort uit de familie van de Onychiuridae. De wetenschappelijke naam van de soort is voor het eerst geldig gepubliceerd in 1928 door Handschin.